# Kasnakovo
Kasnakovo (bulgariska: Каснаково) är ett distrikt i Bulgarien.   Det ligger i kommunen Obsjtina Dimitrovgrad och regionen Chaskovo, i den centrala delen av landet, 190 km öster om huvudstaden Sofia.
Trakten runt Kasnakovo består till största delen av jordbruksmark. Runt Kasnakovo är det ganska tätbefolkat, med 129 invånare per kvadratkilometer.